# Paul-Thérèse-David d'Astros
Paul-Thérèse-David d'Astros (Tourves, 15 de outubro de 1772 - Toulouse, 29 de setembro de 1851) foi um cardeal do século XIX.

## Biografia
Nasceu em Tourves em 15 de outubro de 1772. Ele foi o sexto filho (quarto menino) de Jean François Louis d'Astros (1731-1789), notário real em Tourves, e Marie-Madeleine-Angélique Portalis (ca.1745-1792), que era irmã de um ministro da Imperador Napoleão I da França, Jean-Étienne-Marie Portalis (1746-1807), chefe do Departamento (1801-1804) e posteriormente ministro dos Cultos (1804-1807).
Serviço militar, 1793-1794. Recebeu as ordens menores e subdiaconato, Paris, 1795. Estudou no Bon PasteurEscola em Marselha desde 1784, continuando seus estudos em casa com um professor particular a partir de 1790. Recebeu a tonsura eclesiástica, 1788. Expulsos com sua família de Tourves em 1792, refugiaram-se em Marselha, depois em Aix e logo depois ele ingressou no Exército em 1793. Com destino a Toulon, escapou, escondendo-se em Tourves e depois em Lyon até que, regularizada a sua situação através do seu tio Ministro Portalis, pôde residir legalmente em Marselha, onde colaborou com a Igreja clandestina. Enviado para ser ordenado em Paris em 1795, recebeu as ordens menores, o subdiaconado, e em maio de 1795, o diaconado em maio de 1795 e residia na casa de seu tio Ministro Portalis.
Ordenado em 23 de setembro de 1797, Marselha. Como chefe do gabinete de seu tio, interveio decisivamente na escolha dos bispos nomeados após a Concordata de 1801 entre o imperador Napoleão I e o papa Pio VII. Em grande parte, graças a ele, foram selecionados candidatos dignos e de qualidade para o episcopado. Vigário geral da arquidiocese de Paris, setembro de 1805 a 1808; vigário capitular, 1808-1817; preso em Vicennes por promulgar a bula do Papa Pio VII excomungando o imperador Napoleão, janeiro de 1811 a 1814.
Eleito bispo de Orange, em 1º de outubro de 1817; a sé não foi erguida. Transferido para a sede de Saint-Flour, em 21 de fevereiro de 1820. Transferido para a sede de Bayonne, em 29 de maio de 1820. Consagrado, 9 de julho de 1820, Paris, por Hyacinthe-Louis de Quélen, arcebispo titular de Traianopoli, coadjutor de Paris , com direito de sucessão, assistido por Jean de Coucy, arcebispo de Reims, e por Marc de Bombelles, bispo de Amiens. Promovido à sede metropolitana de Toulouse, em 5 de julho de 1830. Promovido ao cardinalato a pedido de Louis Napoléon, presidente da República Francesa.
Criado cardeal sacerdote no consistório de 30 de setembro de 1850; morreu antes de receber o chapéu vermelho e o título.
Morreu em Toulouse em 29 de setembro de 1851. Exposto e enterrado na catedral metropolitana de Toulouse, 7 de outubro de 1851.